# آرلین بلنکو
آرلین بلنکو (انگلیسی: Arlene Blencowe؛ زادهٔ ۱۱ آوریل ۱۹۸۳) ورزشکار هنرهای رزمی ترکیبی و بوکسور اهل استرالیا است.